# Angimordella
Angimordella burmitina – rodzaj wymarłego chrząszcza zapylającego z rodziny schylikowatych, żyjącego ok. 99 mln lat temu. Rodzaj opisany w 2019 r. na podstawie okazu znalezionego w bryłce bursztynu, najstarszy znany chrząszcz zaplylający.